# 吉野阿貴
吉野阿貴（9月30日—）日本漫畫家，出身于大阪府，血型A型，興趣是看球類比賽。目前在小學館的漫画雑誌《PETIT COMIC》活躍中。

## 經歷
出道作品是（刊載於月刊《flowers》2003年10月號）。

## 作品
- 閃亮的你 全1冊
- 職場楣女 全2冊
- 紅心國王 全1冊
- 輕鬆談戀愛 全1冊